# Glenea bisbivittata
Glenea bisbivittata är en skalbaggsart som beskrevs av Aurivillius 1904. Glenea bisbivittata ingår i släktet Glenea och familjen långhorningar. Inga underarter finns listade i Catalogue of Life.